# Х̣
Cette page contient des caractères spéciaux ou non latins. S’ils s’affichent mal (▯, ?, etc.), consultez la page d’aide Unicode.
Ne doit pas être confondu avec la lettre latine X̣.
Х̣ (minuscule : х̣), appelé kha point souscrit, est une lettre additionnelle de l’alphabet cyrillique utilisée dans la cyrillisation de l’alphabet arabe. Elle est composée du kha ‹ Х › diacrité d’un point souscrit.

## Utilisations
Dans certaines cyrillisations de l’alphabet arabe, dont celle développée par Ignati Kratchkovski, le kha point souscrit ‹ х̣ › translittère le ḥāʾ ‹ ح ›.
Dans le dictionnaire russe-pachto-dari de Konstantin Aleksandrovitch Lebedev publié en 1983 et les éditions suivantes, le kha point souscrit ‹ х̣ › est utilisé pour translittérer la lettre sīn point suscrit et point souscrit ‹ ښ › , aussi parfois translittéré avec le cha point souscrit ‹ ш̣ ›.

## Représentation informatique
Le kha point souscrit peut être représenté avec les caractères Unicode suivants :
- décomposé (cyrillique, diacritiques) :

| formes    | représentations | chaînes de caractères | points de code | descriptions                                               |
| --------- | --------------- | --------------------- | -------------- | ---------------------------------------------------------- |
| capitale  | Х̣               | Х◌̣                    | U+0425 U+0323  | lettre majuscule cyrillique kha diacritique point souscrit |
| minuscule | х̣               | х◌̣                    | U+0445 U+0323  | lettre minuscule cyrillique kha diacritique point souscrit |